# Roberto Azevêdo
Roberto Carvalho de Azevêdo (ur. 3 października 1957 w Salvadorze) – brazylijski dyplomata i urzędnik państwowy, w latach 2006–2008 wiceminister spraw zagranicznych, od 2013 do 2020 dyrektor generalny Światowej Organizacji Handlu (WTO).

## Życiorys
Absolwent elektrotechniki na Universidade de Brasília oraz stosunków międzynarodowych w brazylijskiej szkole dyplomatycznej Instituto Rio Branco. W 1984 został zatrudniony w służbie dyplomatycznej. Pracował m.in. na placówkach w Waszyngtonie, Montevideo i Genewie, a także w centrali resortu spraw zagranicznych, gdzie m.in. kierował departamentem stosunków gospodarczych. Zajął się także działalnością akademicką i publicystyczną. W latach 2006–2008 pełnił funkcję wiceministra spraw zagranicznych, odpowiadając za sprawy stosunków gospodarczych i technologicznych. W 2008 powołany na stałego przedstawiciela Brazylii przy Światowej Organizacji Handlu, a także innych międzynarodowych organizacjach gospodarczych (UNCTAD, WIPO i ITU).
W maju 2013 ogłoszono jego nominację na dyrektora generalnego WTO. Stanowisko to objął we wrześniu tegoż roku w miejsce Pascala Lamy'ego. Ustąpił w 2020 na rok przed końcem drugiej kadencji, dołączając następnie do koncernu PepsiCo.